# Tschkalowsk (Kaliningrad)
Tschkalowsk (russisch Чка́ловск, bis 1948 deutsch Tannenwalde) ist eine ehemalige Vorortsiedlung von Königsberg (Preußen), heute ein Stadtteil von Kaliningrad in Russland. Vor dem Ersten Weltkrieg war es ein Gutshof mit einer größeren Ziegelei.

## Lage
Tschkalowsk gehört zum Zentralrajon von Kaliningrad und hat etwa 11.000 Einwohner. Eingeschlossen sind die vor 1945 eigenständigen Ortschaften Prowehren und Strittkeim. In der Nähe befindet sich ein Militärflugplatz. Hier befinden sich eine Sekundarschule, ein Krankenhaus und einige kleinere Gewerbebetriebe. Eine orthodoxe Kirche wurde im Jahr 2010 eingeweiht.

## Geschichte
Der Ort Tannenwalde wurde 1807 zum ersten Mal urkundlich erwähnt. 1878 wurde es eigenständige Gemeinde im Landkreis Fischhausen.
Mit der Eröffnung der Samlandbahn im Jahr 1900 erhielt Tannenwalde Bahnanschluss.
Im Jahre 1919, als der Ort bereits 432 Einwohner zählte, wurde mit dem Bau der Siedlung Tannenwalde nordöstlich der bisherigen Bebauung begonnen. 
1935 wurde der Militärflugplatz der Luftwaffe erbaut, von dem bei Beginn des Überfalls auf Polen die III./Lehrgeschwader 1 ihre Angriffe flog. Die Einwohnerzahl hatte sich bis 1938 auf 2669 erhöht. Im Jahre 1939 wurde die Gemeinde Tannenwalde aus dem Landkreis Samland in den Stadtkreis Königsberg (Pr.) eingegliedert. 
Am 28. Januar 1945 wurde der Ort von der Roten Armee erobert, am 29. Juli 1948 erhielt er den Namen Tschkalowsk nach dem Flieger Waleri Pawlowitsch Tschkalow.

## Kirche
In Tannenwalde, Prowehren und Strittkeim lebte vor 1945 eine überwiegend evangelische Bevölkerung. Alle drei Orte waren in das Kirchspiel der Kirche Wargen (heute russisch: Kotelnikowo) eingegliedert, das zum Kirchenkreis Fischhausen (Primorsk) in der Kirchenprovinz Ostpreußen der Kirche der Altpreußischen Union gehörte. 
In den 1920er Jahren erwies es sich als notwendig, in der aufstrebenden Vorstadt-Siedlung Tannenwalde eine eigene Kirche zu errichten, die im Jahre 1929 eingeweiht wurde. Tannenwalde blieb mit Wargen pfarramtlich verbunden, doch wurden Hilfsgeistliche eingestellt, die ihren Wohnsitz in Tannenwalde hatten. Am 1. April 1930 wurde in Tannenwalde eine selbständige Kirchengemeinde errichtet, die später zum Kirchenkreis Königsberg-Stadt gehörte.
Heute liegt Tschkalowsk im Einzugsbereich der evangelisch-lutherischen Auferstehungskirche in Kaliningrad innerhalb der Propstei Kaliningrad der Evangelisch-lutherischen Kirche Europäisches Russland.

## Verkehr
Tschkalowsk liegt an der Bahnstrecke Kaliningrad–Swetlogorsk, der einstigen Samlandbahn, und an der Fernstraße von Kaliningrad nach Swetlogorsk (Rauschen), der einstigen Reichsstraße 143,  und nahe an der Umgehungsstraße von Kaliningrad. Neben der Vorortbahn gibt es Buslinien nach Kaliningrad.